# Tapete do Lorestão
O tapete do Lorestão ou do Luristão é um tipo de tapete persa.

## Descrição
Como todos os tapetes nômades, os tapetes do Lorestão têm ornamentações geométricas bastante simples. A mais comum é a de três losangos sucedemdo-se no centro sobre toda a largura do campo interno. O restante do campo é guarnecido de ramos floridos estilizados alternando com grandes rosáceas. Geralmente a ornamentação é completada com quatro cantoneiras triangulares. Às vezes, uma grande árvore da vida recobre todo o fundo do tapete, flanqueado por duas árvores menores, símbolos da continuidade da vida.
As bordas dos tapetes são muito simples, com três bandas, uma central e duas laterais, repetindo os motivos do campo.
As cores são muito vivas: vermelho e azul para o campo; amarelo, branco e azul celeste para os motivos.